# Leslie Bradley
Leslie E. Bradley (* 1. September 1907 in Aldershot, Hampshire; † 20. Juli 1974 in Desert Hot Springs, Kalifornien, USA) war ein britischer Schauspieler.

## Leben und Karriere
Der Südengländer Leslie Bradley machte sein Filmdebüt 1934 an der Seite von Sebastian Shaw in dem heute weitgehend vergessenen Kriminalfilm The Way of Youth, in welchem er einen Lieutenant verkörperte. Ähnlich unbekannt sind auch die meisten seiner Filme, die er in den folgenden 15 Jahren in Großbritannien drehte, wobei er insbesondere in der Zeit des Zweiten Weltkrieges vermehrt in Uniformrollen vor der Kamera stand. 
Ende der 1940er-Jahre siedelte er nach Hollywood über, wo er insbesondere anfangs größere Nebenrollen spielen konnte, wenngleich er sich in späteren Jahren oft mit kleineren Nebenrollen oder Auftritten in B-Filmen begnügen musste. Häufig war er in Historien- und Abenteuerfilmen zu sehen, in denen er meist ebenso gesellschaftlich hochgestellte wie schurkenhafte Figuren spielte – beispielsweise als babylonischer König Nebukadnezar in Slaves of Babylon (1953) mit Linda Christian oder als aristokratischer Gegenspieler von Maureen O’Hara in Die nackte Geisel (1955). Seine wahrscheinlich bekannteste Rolle ist die des spanischen Barons Gruda im Abenteuerklassiker Der rote Korsar (1952), der als Hauptantagonist zu Burt Lancasters Piratenkapitän fungiert. Außerhalb des Kostümfilms übernahm Bradley oft die Darstellung von Autoritätsfiguren wie Offizieren, Kapitänen, Priestern oder Richtern. 
Seit Anfang der 1950er-Jahre übernahm er auch Gastrollen in einigen US-Fernsehserien. Seinen letzten von fast 90 Film- und Fernsehauftritten hatte er 1970 in der Fernsehserie The Young Rebels mit Louis Gossett junior. Vier Jahre später starb Bradley, über dessen Privatleben wenig bekannt ist, im Alter von 66 Jahren im kalifornischen Desert Hot Springs.

## Filmografie (Auswahl)
- 1934: The Way of Youth
- 1935: Play Up the Band!
- 1936: On Top of the World
- 1939: Testflug QE 97 (Q Planes)
- 1942: The Young Mr. Pitt
- 1943: The Dummy Talks
- 1944: Welcome Mr Washington
- 1945: Waterloo Road
- 1948: Anna Karenina
- 1948: Die seidene Schlinge (Noose)
- 1949: In den Klauen des Borgia (Prince of Foxes)
- 1950: Das Drachenschloss (The Dragon of Pendragon Castle)
- 1951: Quo vadis? (Quo Vadis)
- 1952: Der rote Korsar (The Crimson Pirate)
- 1953: Slaves of Babylon
- 1953: Der unheimliche Untermieter (Man in the Attic)
- 1954: Inferno (Hell and High Water)
- 1954: Der Kuß und das Schwert (The Iron Glove)
- 1954: Der Talisman (King Richard and the Crusaders)
- 1955: Die sieben goldenen Städte (Seven Cities of Gold)
- 1955: El Tigre (Kiss of Fire)
- 1955: Die nackte Geisel (Lady Godiva of Coventry)
- 1955: Guten Morgen, Miss Fink (Good Morning, Miss Dove)
- 1956: Der Eroberer (The Conqueror)
- 1956: Zug der Furchtlosen (Westward Ho, the Wagons!)
- 1957: Attack of the Crab Monsters
- 1958: Dezernat M (M Squad, Fernsehserie, 1 Folge)
- 1958: Die Liebe der Marjorie Morningstar (Marjorie Morningstar)
- 1958: Teenage Caveman
- 1958: König der Freibeuter (The Buccaneer)
- 1958: Im Dschungel der Großstadt (Johnny Rocco)
- 1959: Twilight Zone (The Twilight Zone, Fernsehserie, Folge Judgment Night)
- 1960: Josh (Wanted: Dead or Alive, Fernsehserie, 1 Folge)
- 1960: Young Jesse James
- 1961: Perry Mason (Fernsehserie, 1 Folge)
- 1962: Am Schwarzen Fluss (The Spiral Road)
- 1964: 36 Stunden (36 Hours)
- 1966: Überfall auf die Queen Mary (Assault on a Queen)
- 1966: Tarzan und die Jäger (Tarzan and the Trappers) [1958 gedreht]
- 1966: The Cat
- 1970: The Young Rebels (Fernsehserie, 1 Folge)